# North Elmham
North Elmham is een civil parish in het bestuurlijke gebied Breckland, in het Engelse graafschap Norfolk met 1433 inwoners.

## Geboren in North Elmham
- John Mills (1908-2005), acteur